# White River (Green River)
Der White River (englisch für „Weißer Fluss“) ist ein linker Nebenfluss des Green River in den US-Bundesstaaten Colorado und Utah.
Der White River entsteht am Zusammenfluss seiner beiden Quellflüsse North Fork White River und South Fork White River unweit des Big Beaver Reservoir in Colorado. Er fließt über eine Strecke von 314 km in westlicher Richtung nach Utah, wo er in den Green River mündet. Zwischen Meeker und Rangely verläuft der Colorado State Highway 64 entlang dem Flusslauf des White River. Das Einzugsgebiet des White River umfasst 13.261 km². Der mittlere Abfluss beträgt 20 m³/s.